# Nyodes tarara
Nyodes tarara là một loài bướm đêm trong họ Noctuidae.